# Takalo
Takalo (gruz. თაქალო) – wieś w Gruzji, w regionie Dolna Kartlia, w gminie Marneuli. W 2014 roku liczyła 1536 mieszkańców.